# Corona obsidionalis graminea
A Corona obsidionalis vagy  Corona graminea (latin nyelven: bekerítési vagy fűkorona) a legtekintélyesebb római katonai kitüntetés volt. Azoknak a hadvezéreknek adományozták, akik egy háborúban bekerített római sereget meg tudtak menteni. A koronát a harcmezőn termő fűből, virágokból, gabonából készítették és az a hadsereg adományozta a tábornoknak, amelyet ő megmentett.

## Díjazottak
Plinius szerint a következő személyek részesültek a fűkorona kitüntetésében:
- Lucius Siccius Dentatus
- Publius Decius Mus (két alkalommal)
- Fabius Maximus „Cunctator” (Hannibál Itáliából történt kiűzése után)
- Marcus Calpurnius Flamma
- Scipio Aemilianus Africanus
- Gnaeus Petreius Atinas (egy primus pilus centurion a kimber háborúban)
- Lucius Cornelius Sulla (a korábbi szövetségesek elleni háborúban Nola mellett aratott győzelméért)
- Quintus Sertorius
- Augustus (az adományozó a római szenátus volt, és politikai, nem katonai érdemekért kapta.)